# Angie Dickinson

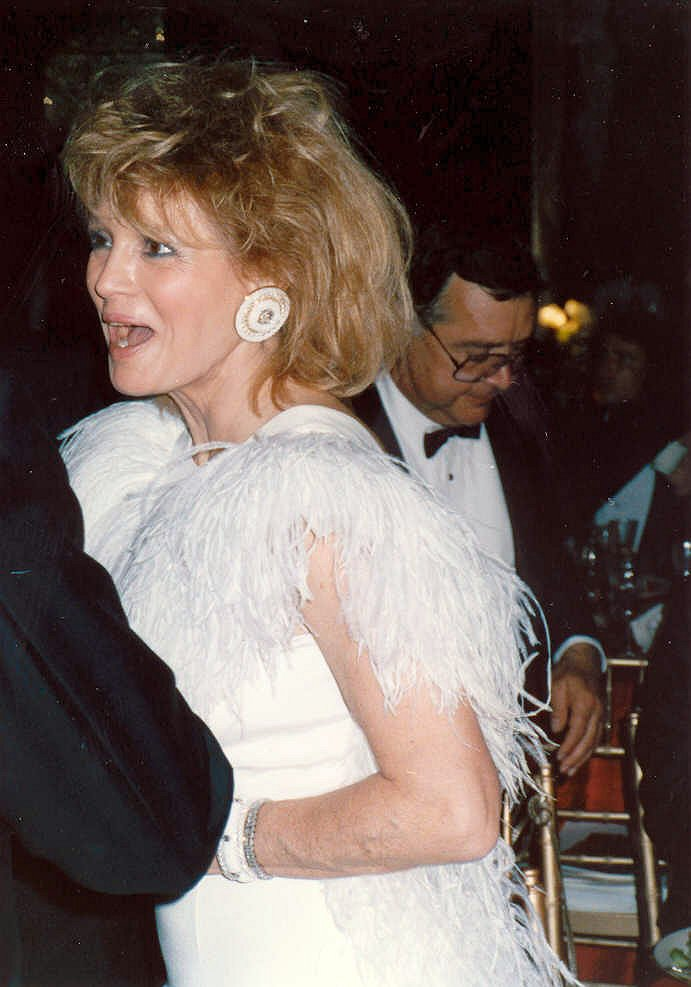
Angie Dickinson bei der Oscarverleihung 1989

Angie Dickinson (* 30. September 1931 in Kulm, North Dakota, als Angelina Brown) ist eine US-amerikanische Schauspielerin. Für ihre Rollen in dem Westernklassiker Rio Bravo (1959) und der Fernsehserie Make-up und Pistolen (1974–1978) wurde sie jeweils mit einem Golden Globe Award ausgezeichnet.

## Leben

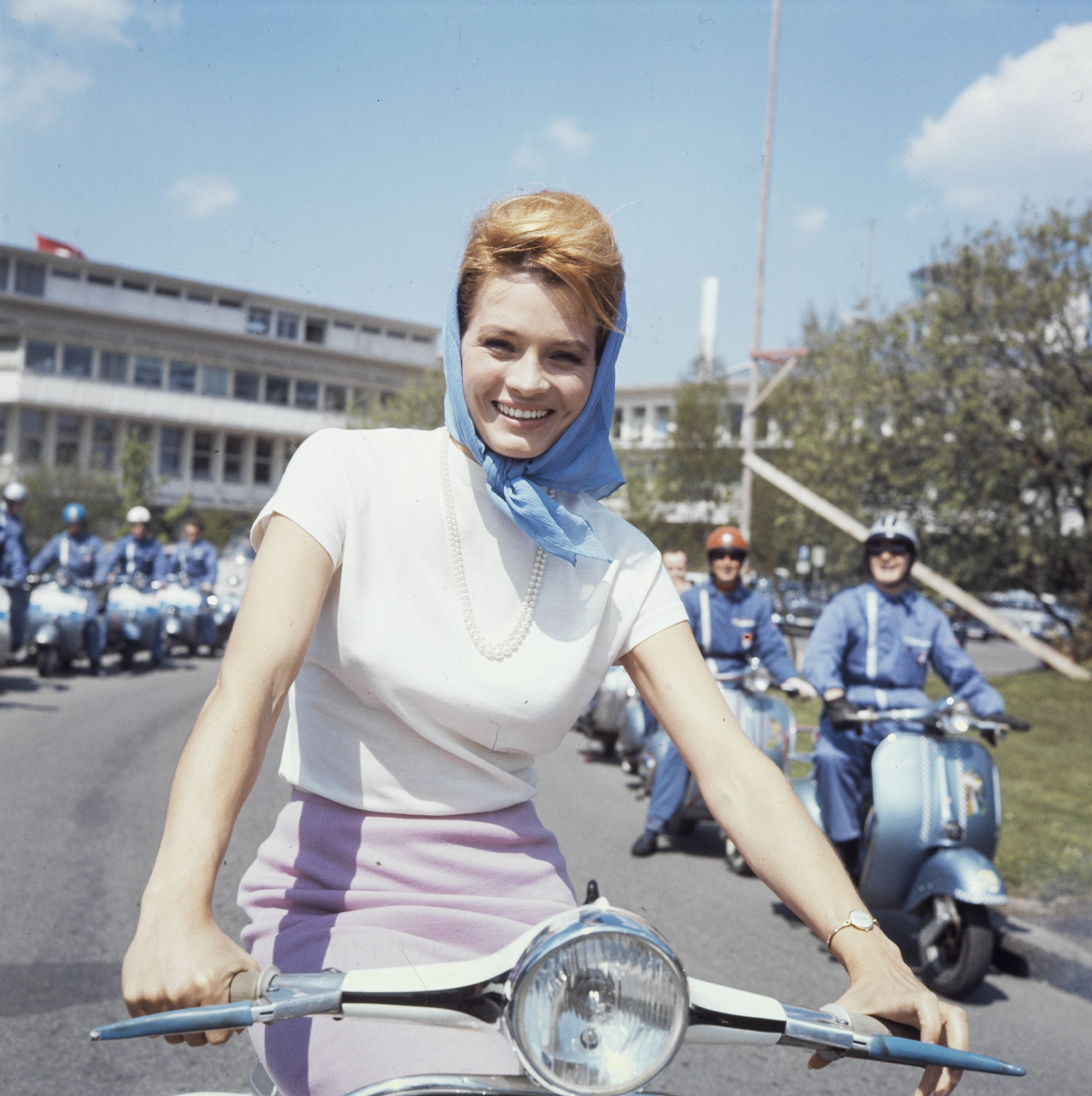
Angie Dickinson, Foto: Hans Gerber, 1962

### Frühes Leben
Angie Dickinson wurde unter dem Namen Angelina Brown im ländlichen North Dakota geboren, ihre Familie war deutscher Herkunft und hieß ursprünglich väterlicherseits Braun. Ihrem Vater gehörte eine Lokalzeitung in North Dakota, ehe die Familie in der Zeit des Zweiten Weltkrieges nach Kalifornien zog. Sie machte ihren Schulabschluss an der Bellarmine-Jefferson High School in Burbank und schloss 1954 ein Wirtschaftstudium am Glendale Community College in Glendale ab.
Gegen Ende ihres Studiums nahm sie an einem lokalen Schönheitswettbewerb für die Miss America teil. Zwar landete sie nur auf dem zweiten Platz, wurde aber von einem Agenten entdeckt, der ihr ein Engagement in der Fernsehshow von Jimmy Durante verschaffte. Das bedeutete ihren Start im Filmgeschäft. Ihre Karriere machte sie unter dem Namen ihres ersten Ehemannes, Gene Dickinson, und behielt ihn auch nach der Scheidung 1960 bei.

### Karriere
Dickinson gab 1954 mit 22 Jahren ihr Filmdebüt in der Komödie Das blonde Glück mit Doris Day, blieb aber für ihre kleine Rolle noch im Abspann ungenannt. Ihre erste größere Filmrolle hatte sie 1956 als Filmpartnerin von James Arness in dem Western Gun the Man Down, danach folgten weitere Hauptrollen.  Eine ihrer bekanntesten Rollen wurde die der Feathers, die Geliebte von John Waynes Hauptfigur, in Howard Hawks’ Westernklassiker Rio Bravo (1959). Für diese Darstellung, die ihr zugleich den endgültigen Durchbruch brachte, erhielt sie einen Golden Globe in der Kategorie Beste Nachwuchsdarstellerin. 
In den 1960er-Jahren bewegte sie sich im Umfeld des Rat Pack um Dean Martin und Frank Sinatra; 1960 trat sie an deren Seite in einer größeren Nebenrolle in der Gaunerkomödie Frankie und seine Spießgesellen auf. Vor allem in den 1960er-Jahren drehte Dickinson viele hochkarätige Hollywood-Filme und wirkte in unterschiedlichen Genres mit. Zu ihren Filmen dieser Zeit zählen Komödien wie Jessica und Abenteuer in Rom, aber auch ein Auftritt als Ehefrau von Marlon Brandos Figur eines Sheriffs Arthur Penns Drama Ein Mann wird gejagt und in John Boormans Thriller Point Blank mit Lee Marvin. 1974 war sie in Roger Cormans B-Film Liebe böse Mama als Mutter und gleichzeitig Anführerin einer Gangsterbande zu sehen.
Ihre erfolgreichste Fernsehrolle spielte Dickinson von 1974 bis 1978 als Hauptdarstellerin der Krimiserie Police Woman (dt. Ausstrahlung ab 1988 auf Sat.1 unter dem Titel Make-up und Pistolen). Ihre Figur der Sergeant Suzanne „Pepper“ Anderson ermittelte oft verdeckt in verschiedenen Berufen, um Verdächtigen näherzukommen. Für die Rolle erhielt sie 1975 erneut einen Golden Globe, dieses Mal in der Kategorie beste Serien-Hauptdarstellerin (Drama), sowie drei Nominierungen für den Emmy Award. Im Fernsehen hatte sie seit den 1950er-Jahren weitere Gastrollen in Serien wie Rauchende Colts, Die Leute von der Shiloh Ranch, Perry Mason und Auf der Flucht.
Nach dem Ende von Police Woman drehte Dickinson wieder vermehrt Kino- und Fernsehfilme. 1980 war sie an der Seite von Michael Caine als Mordopfer in Brian De Palmas Erotikthriller Dressed to Kill zu sehen. Die Rolle brachte ihr den Saturn Award für die beste Hauptdarstellerin ein. In den 1980er- und 1990er-Jahre hatte sie weitere Hauptrollen im Fernsehen, darunter in einer Fernseh-Neuverfilmung von Bei Anruf Mord sowie in den Miniserien Hollywood Wives und Wild Palms. 
Mit zunehmendem Alter wich Dickinson auf Charakterrollen aus und war als Nebendarstellerin in Kinofilmen wie Even Cowgirls Get the Blues (1994), Sabrina (1996), Das Glücksprinzip (2001) und Elvis Has Left the Building (2004) zu sehen. Zuletzt stand sie 2009 für den Fernsehfilm Mending Fences vor der Kamera.

### Privates

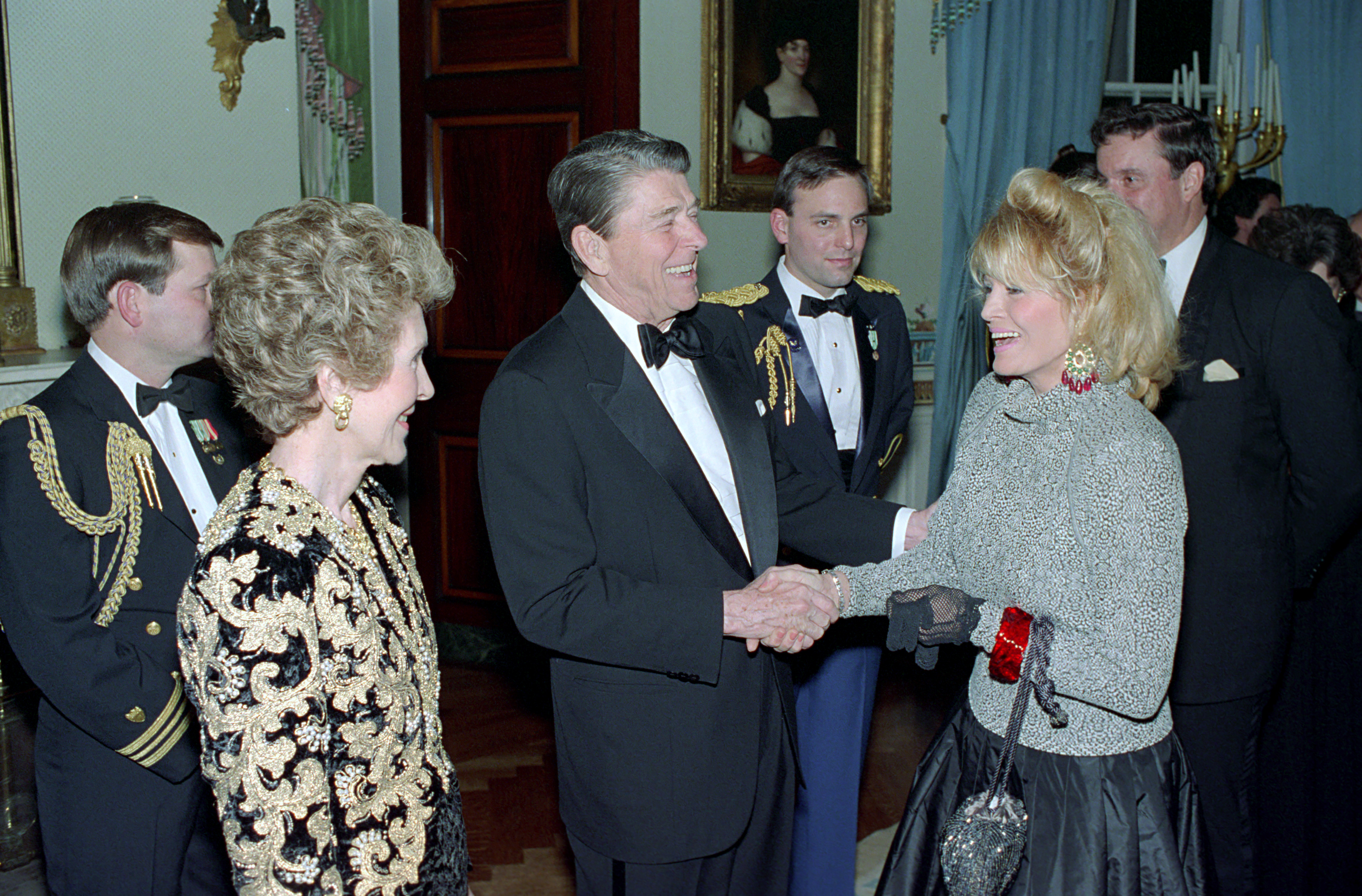
Präsident Ronald Reagan und Angie Dickinson, 1987

1952 heiratete sie Gene Dickinson, einen früheren Footballspieler; die Ehe hielt bis 1960. 1965 heiratete sie den  Musiker und Komponisten Burt Bacharach, die Ehe hielt bis 1981. 1966 kam ihre Tochter Lea Nikki Bacharach zur Welt; diese litt am Asperger-Syndrom und starb im Januar 2007 durch Suizid.
Eine enge Freundschaft pflegte Dickinson mit Frank Sinatra, mit dem sie zeitweise auch ausging. Langjährige Gerüchte, sie habe eine Affäre mit dem US-Präsidenten John F. Kennedy gehabt, wies sie mehrfach zurück.

## Auszeichnungen
Emmy
- 1975: Beste Darstellerin in einer Drama-Serie für Make-up und Pistolen (Nominierung)
- 1976: Beste Darstellerin in einer Drama-Serie für Make-up und Pistolen (Nominierung)
- 1977: Beste Darstellerin in einer Drama-Serie für Make-up und Pistolen (Nominierung)

Golden Globe Award
- 1960: Beste Nachwuchsdarstellerin für Rio Bravo
- 1975: Beste Hauptdarstellerin in einer Drama-Serie für Make-up und Pistolen
- 1976: Beste Hauptdarstellerin in einer Drama-Serie für Make-up und Pistolen (Nominierung)
- 1977: Beste Hauptdarstellerin in einer Drama-Serie für Make-up und Pistolen (Nominierung)
- 1978: Beste Hauptdarstellerin in einer Drama-Serie für Make-up und Pistolen (Nominierung)

Weitere
- 1980: Saturn Award als beste Hauptdarstellerin für Dressed to Kill
- 1987: Stern auf dem Hollywood Walk of Fame für ihre Leistung für das Fernsehen

## Filmografie (Auswahl)
- 1954: Das blonde Glück (Lucky Me)
- 1955: Todesfaust (Tennessee’s Partner)
- 1956: Die schwarze Peitsche (The Black Whip)
- 1957: Hölle der tausend Martern (Run of the Arrow)
- 1958: Perry Mason (Fernsehserie, Folge 1x23)
- 1958: Links und rechts vom Ehebett (I Married a Woman)
- 1958: In brutalen Händen (Cry Terror)
- 1959: Rio Bravo
- 1959: Northwest Passage (Fernsehserie, Folge „The Bound Women“)
- 1959: Jeder zahlt für seine Schuld (The Bramble Bush)
- 1959: Menschen im Weltraum (Men into Space, Fernsehserie, Pilotfolge)
- 1960: Frankie und seine Spießgesellen (Ocean’s Eleven)
- 1961: Rivalen um die Macht (A Fever in the Blood)
- 1961: Jenseits des Ruwenzori (The Sins of Rachel Cade)
- 1961: Jessica
- 1962: Abenteuer in Rom (Rome Adventure)
- 1962, 1965: Alfred Hitchcock zeigt (The Alfred Hitchcock Hour, Fernsehserie, zwei Folgen)
- 1963: Captain Newman (Captain Newman, M.D.)
- 1964: Der Tod eines Killers (The Killers)
- 1965: Bei Madame Coco (The Art of Love)
- 1965: Auf der Flucht (The Fugitive, Fernsehserie, Folge 2x16)
- 1965: Dr. Kildare (Fernsehserie, drei Folgen)
- 1966: Ein Mann wird gejagt (The Chase)
- 1966: Der Schatten des Giganten (Cast a Giant Shadow)
- 1966: Mohn ist auch eine Blume (The Poppy Is Also a Flower)
- 1966: Die Leute von der Shiloh Ranch (The Virginan, Fernsehserie, Folge 5x02)
- 1967: Point Blank
- 1967: Duell der Gringos (The Last Challenge)
- 1969: Sam Whiskey
- 1969: Der gnadenlose Rächer (Young Billy Young)
- 1969: Ein Trottel kommt selten allein (Some Kind of a Nut)
- 1971: Sex-Lehrer-Report (Pretty Maids All in a Row)
- 1971: Das zweite Gesicht (See the Man Run, Fernsehfilm)
- 1972: Brutale Schatten (Un homme est mort)
- 1974: Liebe böse Mama (Big Bad Mama)
- 1974–1978: Make-up und Pistolen (Police Woman, Fernsehserie, 91 Folgen)
- 1978: Ein Mann in Wut (L’homme en colère)
- 1979: Die Frau des Selbstmörders (Suicide’s Wife)
- 1980: Dressed to Kill
- 1980: Klondike Fever
- 1981: Bei Anruf Mord (Dial M for Murder, Fernsehfilm)
- 1981: Yukon (Death Hunt)
- 1981: Charlie Chan und der Fluch der Drachenkönigin (Charlie Chan and the Curse of the Dragon Queen)
- 1982: Cassie & Co. (Fernsehserie, 13 Folgen)
- 1984: Die fatale Affäre der Katherine G. (A Touch of Scandal)
- 1985: Hollywood – Intim und indiskret (Hollywood Wives, Fernseh-Miniserie, drei Folgen)
- 1987: Die Vergangenheit der Senatorin (Stillwatch, Fernsehfilm)
- 1988: Die glorreichen Neun (Once Upon a Texas Train, Fernsehfilm)
- 1989: Prime Target – Jagd auf die Bombenleger (Prime Target, Fernsehfilm)
- 1989: Kojak: Dunkle Beziehungen (Kojak: Fatal Flaw, Fernsehfilm)
- 1993: Even Cowgirls Get the Blues
- 1993: Wild Palms (Miniserie, fünf Folgen)
- 1995: Der Psychopath (The Maddening)
- 1995: Sabrina
- 1996: Sommergefühle (The Sun, the Moon and the Stars)
- 1997: Tödlicher Verdacht (Deep Family Secrets, Fernsehfilm)
- 1997: Diagnose: Mord (Diagnosis: Murder, Fernsehserie, Folge 5x01)
- 1997: Ellen (Fernsehserie, Folge 5x06)
- 1999: Versiegelt mit einem Kuss (Sealed With a Kiss, Fernsehfilm)
- 2000: Das Glücksprinzip (Pay It Forward)
- 2000: Traumpaare (Duets)
- 2000: Letzte Ausfahrt Hollywood (The Last Producer)
- 2001: Ocean’s Eleven (Cameo-Auftritt)
- 2001: Big Bad Love
- 2004: Elvis Has Left the Building
- 2004: Für alle Fälle Amy (Judging Amy, Fernsehserie, Folge 6x06)
- 2009: Mending Fences (Fernsehfilm)